# 1897 na música

## Eventos
- 2 de Julho - primeira apresentação da ópera La Bohème de Puccini no Brasil, no Rio de Janeiro.

## Nascimentos

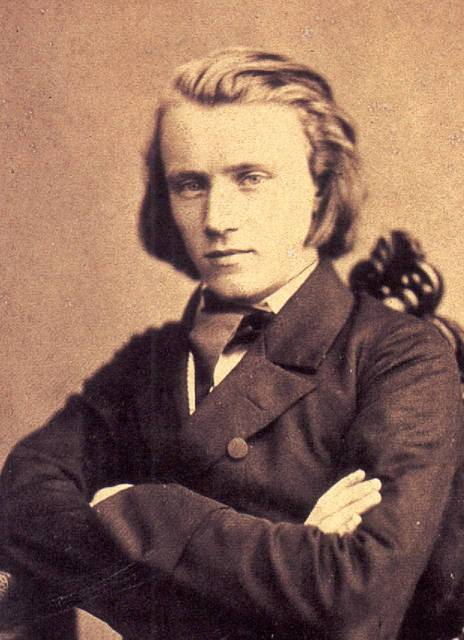
Johannes Brahms.

| Data        | Nome        | Profissão  | Nacionalidade | Observações | Ref |
| ----------- | ----------- | ---------- | ------------- | ----------- | --- |
| 23 de abril | Pixinguinha | compositor | Brasil        | m. 1973     |     |

## Mortes
| Data       | Nome            | Profissão  | Nacionalidade | Observações | Ref |
| ---------- | --------------- | ---------- | ------------- | ----------- | --- |
| 3 de Abril | Johannes Brahms | compositor | Alemanha      | n. 1833     |     |